# Förby
Förby (Duits: Förbi, Ferbe in het Estland-Zweeds) is een plaats in de Estlandse gemeente Vormsi, provincie Läänemaa. De plaats heeft de status van dorp (Estisch: küla).
Förby ligt aan de westkust van het eiland Vormsi. Het onbewoonde eiland Harilaid, ongeveer vier kilometer uit de kust, hoort bij Förby. Zoals bijna alle plaatsen op het eiland heeft Förby een Zweedse naam. Tot in 1944 woonden op Vormsi voornamelijk Estlandzweden. By betekent ‘dorp’, maar het is niet duidelijk waar för vandaan komt.

## Bevolking
Het dorp had 5 inwoners op 31 december 2011 en 12 inwoners op 31 december 2021.

## Geschiedenis
Förby werd in 1540 voor het eerst genoemd onder de naam Vooerbü. In 1565 kwam het voor onder drie namen: Förbi, Ferby of Föörby. Vanaf 1604 viel het dorp onder het landgoed Magnushof, waarvan het bestuurscentrum in het huidige dorp Suuremõisa lag. In 1637 werd het dorp genoemd als Vorby of Födherby. Tussen 1977 en 1997 was de officiële naam Förbi. In 1997 werd de Zweedse naam de officiële.